# ترنسکشوال
تَراجِنسی یا ترنس‌سکشوال (به انگلیسی: Transsexual) افرادی هستند که هویت جنسیتی آن‌ها با جنسیت انتسابی هنگام تولدشان ناسازگار است و میل به انجام تغییرات دائمی در بدن برای رسیدن به صفات جنسی مورد انتظار خود با استفاده از کمک پزشکی مانند هورمون‌درمانی یا جراحی تطبیق جنسیت را دارند.

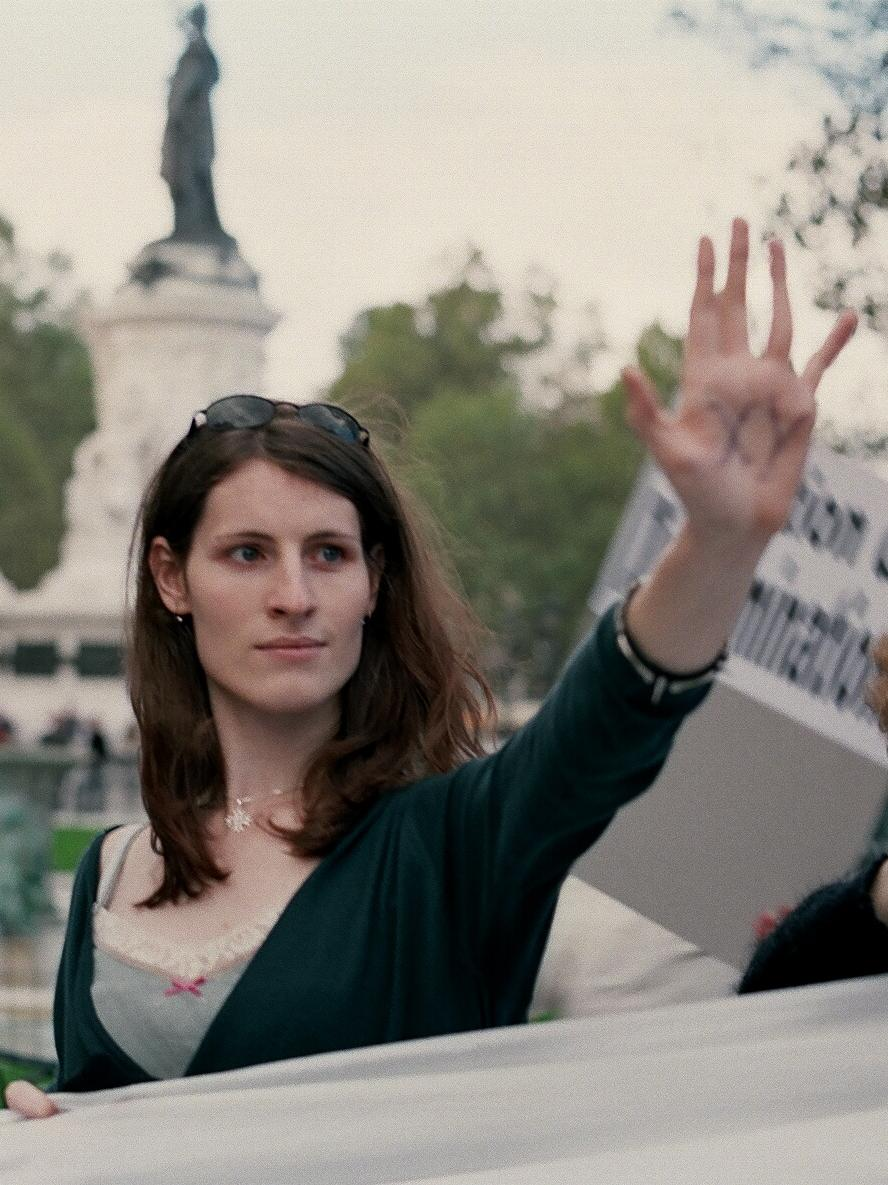
یک زن ترنس با حروف "XY" نوشته بر کف دست

افراد تراجنسی بخشی از تراجنسیتی‌ها هستند. در سال‌های اخیر تلاش‌های زیادی برای استفاده از واژه تراجنسیتی به جای تراجنس شده اما با این وجود همچنان برخی از افراد تراجنس برچسب تراجنسیت را رد می‌کنند. بنابراین توصیه می‌شود تا حد امکان از واژه تراجنس استفاده نشود مگر برای فردی که خود را با این عنوان هویت‌یابی می‌کند.

## تاریخچه
در سال ۱۹۲۱ تحت نظارت کلینیک روانی ماگنوس هیرشفلد در آلمان اولین عمل تطبیق جنسیت (به اشتباه تغییر جنسیت گفته می‌شود) کلید خورد و در سال ۱۹۳۰ این اقدام به سر انجام رسید.
در سال ۱۹۳۰ کلینیک روانی ماگنوس هیرشفلد جزئیات جراحی دوم را بر روی فردی به نام لیلی البه دانمارکی در مقاله‌ای منتشر کرد.
اصطلاح (به آلمانی: Transsexualismus) اولین بار توسط کلینیک هیرشفلد در سال ۱۹۲۳ مطرح و ابداع شد.
در انگلیسی اصطلاح "Transeaxual" (با یک s) توسط دیوید الیور کالدول در سال ۱۹۴۹ مطرح شد، وی همچنین اصطلاح Trans-Sexual را نیز در سال ۱۹۵۰ به عنوان جایگزین اصطلاحات قبلی مطرح کرد. وی اولین فردی بود که که این اصطلاح را به صورت عمومی برای افرادی که مایل هستند آلت تناسلیشان تغییر دهند، مطرح کرد(در سال ۱۹۶۹ هری بنجامین ادعا کرد وی اولین فردی بوده که اصطلاح ترنسکشوال را در سخنرانی خود در سال ۱۹۵۳ مطرح کرده) این اصطلاح در سال‌های اخیر بین جامعه ترنس‌ها و مراکز پزشکی کمتر مورد استفاده قرار می‌گیرد و واژه تراجنسیتی یا ترنس‌جندر جایگزین آن شده‌است. در همین راستا سازمان جهانی بهداشت سال ۲۰۱۹، آن را از لیست اختلال‌ها خارج کرد.

نمادی برای تراجنسیت

## تراجنسی در منابع علمی

### طبقه‌بندی بین‌المللی آماری بیماری‌ها(ICD)
تراجنسی در جدیدترین نسخه طبقه‌بندی بین‌المللی آماری بیماری‌ها (11-ICD) که در سال ۲۰۱۸ منتشر شد از لیست اختلالات هویت جنسیتی حذف شده‌است. بنابراین افراد تراجنسی دیگر دارای اختلال روانی شمرده نمی‌شود، اما به دلیل فراهم کردن نیازهای مراقبتی، پزشکی و بهداشتی، دو عنوان تغییرات در اندام جنسی زنان و تغییرات در اندام جنسی مردان همچنان در فصل «سلامت جنسی» طبقه‌بندی می‌شود.
در نسخه (ICD-10)، تراجنسی (ترنسکشوالیتی) باعنوان اختلال هویت جنسیتی کودکی و اختلال هویت جنسیتی بزرگسالی در گروه اختلالات روانی گنجانده شده بود. بنابر تعریف، تراجنسی شخصی است که میل به زیست و پذیرفته‌شدن با جنسی دیگر را دارد که همراه با ملال جنسیتی و تلاش برای رسیدن بدنی نزدیک‌تر به هویت جنسیتی خود است.

### راهنمای تشخیصی و آماری اختلال‌های روانی(DSM)
پیش از این تراجنسی توسط انجمن روان‌پزشکی آمریکا در راهنمای تشخیصی و آماری اختلال‌های روانی (DSM) طبقه‌بندی شده بود اما در دی‌اس‌ام-۵ به آشفتگی جنسیتی تغییر کرد.
این تغییر انعکاس اجماع اعضای APA مبنی بر این بود که تراجنسی به خودی خود یک اختلال نیست و نباید به افراد تراجنسی بی‌دلیل انگ زده شود.

### انجمن جهانی حمایت از سلامتی افراد ترنسجندر(WPTAH)
بر طبق استاندارد " انجمن جهانی حمایت از سلامتی افراد ترنسجندر " (WPTAH) در حال حاضر تشخیص درست برای افراد تراجنسی آشفتگی جنسیتی است. ضرورت این برچسب تشخیصی، جهت پوشش بیمه ای افراد تراجنسی و نیازهای پزشکی آنان است و نباید ابزاری برای انگ زدن به آنان شود. در هر حال همه افرادی که دچار آشفتگی جنسیتی هستند، لزوماً مایل به انجام همه مراحل تطبیق و بازتایید جنسیت، به خصوص جراحی اندام‌های جنسی نیستند.

## در جهان اسلام
کشورهایی همچون افغانستان، سومالی و پاکستان قانون و مجازات سختی برای ترنس‌ها ایجاد کرده‌اند و از ۷۰ ضربه شلاق تا به حبس ابد متفاوت است. میان کشورهای اسلامی، تنها ایران و جمهوری آذربایجان ترنس‌ها را به رسمیت می‌شناسند. البته در قوانین جمهوری اسلامی ایران فرد باید هزینه‌های عمل خودش را پرداخت کند، زنان و مردان ترنس پس از تکمیل شدن تمامی عمل‌ها، هم به صورت شرعی، پزشکی و قانونی تنها یک زن یا مرد محسوب می‌شوند.